# Semanotus semenovi
Semanotus semenovi là một loài bọ cánh cứng trong họ Cerambycidae.